# Jakaltek
El jakaltek és una llengua maia parlada pels jakalteks, un poble de cultura maia que habita en els Alts occidentals de Guatemala, Jacaltenango i en una zona veïna de l'estat mexicà de Chiapas.
La major part de la població es troba en el municipi de Jacaltenango d'on és l'origen d'aquest idioma i és conegut com a abxubal, rep també el nom de poptí o jakaltek, i a Mèxic se'l coneix també com abxubal. A Jacaltenango es troba les oficines de l'Academia de Lenguas Mayas de Guatemala.

## Nombre de parlants
La comunitat lingüística del jakaltek té 47.030 parlants, concentrats sobretot al municipi Jacaltenango de departament de Huehuetenango, al nord-occident de Guatemala. A causa de la guerra civil d'aquest país durant la dècada de 1980, alguns membres del grup van fugir de Jacaltenango per refugiar-se a Chiapas, on en 2010 sumen al voltant de 600 persones a l'ejido de Guadalupe Victoria. Les viles on es parla jakaltek són:
- Concepción Huista
- Jacaltenango (inclou les viles de)
  - San Marcos Huista
  - San Andrés Huista
  - Yinhch'ewex
- Nentón
- San Antonio Huista
- Santa Ana Huista
- Guadalupe Victoria, Chiapas, Mèxic

## Varietats
El jakaltek té dos dialectes, occidental i oriental, mútuament intel·ligibles en l'oralitat, encara que no en l'escriptura. A causa de la seva poca proximitat als estàndards de les llengües indoeuropees, la relativa salut de la seva comunitat lingüística i el fàcil accés a Guatemala, el jakaltek és un dels idiomes preferits pels estudiosos de la tipologia lingüística per realitzar les seves recerques.

## Característiques
El jakaltek té una sintaxi del tipus Verb Subjecte Objecte. Com altres llengües ameríndies, el jakaltek posseeix una morfologia aglutinant summament complexa, i es tracta d'una llengua ergativa.
El jakaltek oriental comprèn els següents fonemes: a, b, c/qu, c'/q'u, ch, ch', e, i, j, k, k', l, m, n, n̈/ŋ, o, p, r, s, t, t', tx, tx', tz, tz', u, w, x, ẍ, y, '. Aquest dialecte del jakaltek és l'única llengua, a més del malgaix que empra la grafia n-dièresi en el seu alfabet. En jakaltek, la n-dièresi representa la consonant vetllar nasal /ŋ/.
|                   | Bilabial | Alveolar | Post- alveolar | Retroflexa | Palatal | Velar     | Uvular | Glotal |
| ----------------- | -------- | -------- | -------------- | ---------- | ------- | --------- | ------ | ------ |
| Oclusiva          | p p      | t t      |                |            |         | c/qu k    | k q    | ' ʔ    |
| Implosiva         | b ɓ      |          |                |            |         |           |        |        |
| Ejectiva          |          | t' tʼ    |                |            |         | c'/q'u kʼ | k' qʼ  |        |
| Africada          |          | tz ts    | ch tʃ          | tx tʂ      |         |           |        |        |
| Ejectiva africada |          | tz' tsʼ  | ch' tʃʼ        | tx' tʂʼ    |         |           |        |        |
| Fricativa         |          | s s      | x ʃ            | ẍ ʂ        |         |           |        | j h    |
| Nasal             | m m      | n n      |                |            |         | n̈/ŋ ŋ     |        |        |
| Aproximant        | w w      | l l      |                |            | y j     |           |        |        |
| Vibrant           |          | r r      |                |            |         |           |        |        |

## Ús als mèdia
S'emeten programes en jakalteka l'emissora de ràdio XEVFS, des de Las Margaritas (Chiapas), patrocinada per la CDI.